# Stanisław Galicki
Stanisław Galicki, poljski general, * 1911, † 1980.